# Sarakreek
Sarakreek è un comune (ressort) del Suriname di 4.913 abitanti.
Sarakreek si trova sul fiume Suriname e nel suo territorio si trova il lago di Brokopondo. Sarakreek occupa 2/3 del territorio del Distretto di Brokopondo.